# Цзиньсян
Цзинься́н (кит. упр. 金乡, пиньинь Jīnxiāng) — уезд городского округа Цзинин провинции Шаньдун (КНР). Уезд назван по находящейся на его территории горе.

## История
В эпоху Шан здесь находился удел Минь (缗国).
Когда царство Цинь впервые в истории объединило Китай в единое государство, то в этих местах были созданы уезды Дунминь (东缗县), Чанъи (昌邑县) и Айци (爰戚县). При империи Западная Хань уезд Айци был переименован в Цзиньсян. При империи Суй в 606 году уезд Чанъи был присоединён к уезду Цзиньсян, а уезд Дунминь к этому времени был расформирован. При империи Тан в 622 году уезд Чанъи был создан вновь, но в 625 году он опять был присоединён к уезду Цзиньсян. Во времена монгольского правления в 1265 году к уезду Цзиньсян был присоединён уезд Юйтай, но в 1266 году он был воссоздан. В 1336 году уезд Юйтай опять был присоединён к уезду Цзиньсян, но в 1337 году опять был воссоздан.
В августе 1949 года была образована провинция Пинъюань, и уезд Цзиньсян вошёл в состав Специального района Хуси (湖西专区) провинции Пинъюань. В 1952 году провинция Пинъюань была расформирована, и Специальный район Хуси был передан в состав провинции Шаньдун. В июле 1953 года Специальный район Хуси был расформирован; 4 его уезда были переданы в состав Специального района Хэцзэ, а оставшиеся (в том числе Цзиньсян) были объединены со Специальным районом Тэнсянь (滕县专区) в Специальный район Цзинин (济宁专区). В 1956 году уезд Юйтай был опять присоединён к уезду Цзиньсян, но в 1964 году был вновь воссоздан. В 1967 году Специальный район Цзинин был переименован в Округ Цзинин (济宁地区). 30 августа 1983 года постановлением Госсовета КНР округ Цзинин был преобразован в городской округ Цзинин.

## Административное деление
Уезд делится на 1 уличный комитет, 10 посёлков и 2 волости.